# Massís de Brenta
El massís de Brenta (en italià, Dolomiti di Brenta) és una serralada dolomítica dels Alps sud-orientals. Es troba a la italiana província de Trento.
El massís de Brenta està separat dels Alps d'Ortler al nord per la vall del Nocé; del grup Adamello-Presanella en l'oest pel pas de Campo Carlo Magno i el riu Sarca; dels Alps de Fiemme en l'est per la vall del riu Adige.
És l'únic grup dolomític a l'oest del riu Adige.
Les Dolomites de Brenta són el novè i últim dels grups Dolomites reconeguts com a Patrimoni de la Humanitat per la UNESCO.

## Pics
Els principals pics del massís de Brenta són:
| Pic               | Altura (m) | Altura (m) |
| ----------------- | ---------- | ---------- |
| Cima Tosa         | 3173       |            |
| Cima di Brenta    | 3155       |            |
| Crozzon di Brenta | 3123       |            |
| Pietra Grande     | 2935       |            |
| Muntanya Spinale  | 2162       |            |
| Muntanya Gazza    | 1990       |            |

## Passos
Els principals ports de muntanya del massís de Brenta són:
| Pas              | Ubicació                       | Tipus  | Altura (m) | Altura (m) |
| ---------------- | ------------------------------ | ------ | ---------- | ---------- |
| Bocca di Tuckett | Madonna di Campiglio a Molveno | neu    | 2656       |            |
| Bocca di Brenta  | Pinzolo a Molveno              | neu    | 2553       |            |
| Passo del Grostè | M.di Campiglio a Cles          | sender | 2440       |            |